# Люботинський міський краєзнавчий музей
КЗ "Люботи́нський міський краєзна́вчий музе́й  Люботинської міської ради Харківської області" — міський краєзнавчий музей у м. Люботин, Люботинська міська рада Харківської області. 
Музей підпорядкований Люботинському міськвідділу культури. 
30.11.2021 року  "Люботи́нський міський краєзна́вчий музе́й перейменовано в КЗ "Люботи́нський міський краєзна́вчий музе́й  Люботинської міської ради Харківської області"

## Загальні дані
Люботинський краєзнавчий музей здійснює цілеспрямоване збирання, наукове вивчення і всебічне освітньо-виховне використання рухомих (музейних) предметів, які є матеріальним свідченням розвитку природи і суспільства, потреб у засвоєнні та збереженні історичного досвіду минулого.
Розташований музей у центральній частині Люботина у приміщенні Люботинської центральної міської бібліотеки, відкритий для відвідувачів за адресою:
вул. Слобожанська, 10, м. Люботин, (Харківська область, Україна)
Понеділок-четвер — з 8.00 до 17.00, п'ятниця з 8.00 до 16-00, перерва з 12.00 до 13.00, вихідні субота, неділя.

## Історія музею
Люботинський краєзнавчий музей відкрився 12 січня 1993 року з ініціативи місцевих краєзнавців. У 2006 році його було закрито, але вже 2007 року діяльність музею відновили.
З 1 лютого 2007 року по 1 червня 2007 року директором музею працював Бандуровський Олексій. З 1 червня 2007 року очолила Каракаптан Любов .

## Фонди та експозиція
Люботинський краєзнавчий музей складається з фондосховища та виставкової зали. У музеї — 8 тис. експонатів, із них основного фонду — 5,2 тис., допоміжного — 2,9 тис. Серед унікальних — паперові гроші та монети Російської імперії (18–19 ст.), сучасні паперові гроші та монети з усього світу, ікони кінця 19 ст., одяг, предмети побуту та знаряддя праці кінця 19 — поч. 20 ст.
Функціонує за напрямами:
- «Люботин від найдавніших часів до сьогодення», основні розділи:
  - «Археологічні знахідки»,
  - «Заселення та промисловий розвиток краю»,
  - «Революційні події 1905. Люботинська республіка»,
  - «Воєнні дії наприкінці 1910-х років»,
  - «Голодомор 1932–33»,
  - «Сталінські репресії»,
  - «Друга світова війна та німецько-фашистська окупація міста»,
  - «Люботин після встановлення незалежності України»;
- «Етнографія»,
- «Краєзнавці Люботина»,
- «Літературний Люботин»,
- «Видатні люди міста».

Регулярно проводяться екскурсії за темами: «Історія рідного міста», «Етнокультурна Україна», «Люботинське городище — архітектурна пам'ятка Лісостепової Скіфії» та ін.; виховні години, уроки мужності, народознавства, зустрічі з видатними людьми.
Музейні працівники опублікували низку статей з історії Люботинщини. Ними оформлено тематичні папки: «Люботинська республіка», «День пам'яті жертв Голодомору в Україні», «Репресовані Люботинці», «Почесні громадяни Люботина», «Родина Порай-Кошиць», «О. Радченко — герой громадян. війни», «С. Шумицький», «Рукописи Т. Юрченка», «Учасники Великої Вітчизняної війни», «Люботинці — Герої Радянського Союзу», «Учасники ліквідації наслідків аварії на ЧАЕС», «Герої малих локальних воєн», «Танкер „Люботин“», «Матеріали підготовки „Книги Пам'яті“», «Пам'ятки слідопитів», «Караван», «Гиївка», «Газети Люботина», «Люботинський міський краєзнавчий музей», «Сучасний Люботин».
2016 року створено стенд на честь учасника війни в Афганістані та антитерористичної операції на Донбасі, ліквідатора наслідків аварії на ЧАЕС О. Загудаєва (загинув 12 листопада 2015, охороняючи Луганську ТЕС у м. Щастя).